# Чопилки
Чопилки (укр. Чопилки) — село, входит в Переяслав-Хмельницкий район Киевской области Украины.
Население по переписи 2001 года составляло 233 человека. Почтовый индекс — 08464. Телефонный код — 4567. Занимает площадь 2,06 км².

## Местный совет
08464, Київська обл., Переяслав-Хмельницький р-н, с.Горбані, вул,Леніна,49.